# Спокан Вали
Спока̀н Вали (на английски: Spokane Valley, звуков файл и буквени символи за произношение , ) е град в окръг Спокан, щата Вашингтон, САЩ. Спокан Вали е с население от 85 013 жители (2007) и обща площ от km². Намира се на m надморска височина. ЗИП кодът му е 99206, а телефонният му код е 509.